# Titularbistum Sufar
Das Titularbistum Sufra ist ein ehemaliges Bistum der römisch-katholischen Kirche, das auf die antike Stadt Sufar oder Sufra in der römischen Provinz Mauretania Caesariensis zurückgeht. Diese Provinz lag im Gebiet des heutigen Nordalgeriens, ihre Hauptstadt war Caesarea Mauretaniae (das heutigen Cherchell). Sufra war eine der zahlreichen Städte in dieser Provinz, die im 4. und 5. Jahrhundert christlich geprägt waren, bevor die islamische Expansion im 7. Jahrhundert das Gebiet prägte.

## Historischer Kontext
Mauretania Caesariensis war eine der drei mauretanischen Provinzen, die administrative und kirchliche Strukturen aufwiesen, darunter mehrere Bistümer. Sufra war Sitz eines solchen Bischofs, der die christliche Gemeinde vor Ort leitete. Archäologische und epigraphische Untersuchungen in der Region, etwa an vergleichbaren Städten wie Zucchabar (heute Miliana), belegen die Präsenz und Organisation der Kirche in dieser Zeit.
Mit der Ausbreitung des Islam im 7. Jahrhundert und dem damit verbundenen Rückgang der christlichen Gemeinden in Nordafrika kam das aktive Bistum Sufra zum Erliegen. Dennoch blieb der Bistumssitz als sogenanntes Titularbistum erhalten. 

## Funktion des Titularbistums heute
Das Titularbistum Sufra wird heute vor allem als Ehrentitel für Weihbischöfe, Apostolische Vikare oder emeritierte Bischöfe verwendet. Diese Praxis entstand, um die kirchliche Kontinuität zu symbolisieren und den Bedarf an Titeln innerhalb der römisch-katholischen Hierarchie zu decken.
| Titularbischöfe von Sufar |                            |                                                 |                   |                    |
| Nr.                       | Name                       | Amt                                             | von               | bis                |
| 1                         | Patrick Joseph Casey       | Weihbischof in Westminster (Großbritannien)     | 23. Dezember 1965 | 2. Dezember 1969   |
| 2                         | Carlos Schmitt OFM         | Weihbischof in Lages (Brasilien)                | 14. Februar 1970  | 16. März 1971      |
| 3                         | Ernst Gutting              | Weihbischof in Speyer (Deutschland)             | 31. Mai 1971      | 27. September 2013 |
| 4                         | Robert Francis Prevost OSA | Apostolischer Administrator von Chiclayo (Peru) | 3. November 2014  | 26. September 2015 |
| 5                         | Robert Reed                | Weihbischof in Boston (USA)                     | 3. Juni 2016      |                    |